# Jean Vallée
Jean Vallée (született: Paul Goeders, Verviers, 1941. október 2. – Clermont-sur-Berwinne, 2014. március 12.) belga énekes.

## Életpályája
1970-ben benevezett az Eurovíziós Dalfesztivál belga válogatójára, melyet megnyert, így Viens l’oublier című dalával hazáját képviselhette az amszterdami fesztiválon, ahol nyolcadik helyezést ért el.
1978-ban ismét megnyerte a dalfesztivál belga nemzeti döntőjét. A Párizsban rendezett nemzetközi versenyen L’amour ça fait chanter la vie című dalával Izrael indulója mögött a második helyet érte el, mely Belgium addigi legjobb eredménye, és első dobogós helyezése volt a dalfesztivál történetében.
Művészete elismeréseképpen 1999-ben II. Albert belga király állami kitüntetésben részesítette.

## Diszkográfiája

### Stúdióalbumok
- 1969 : Dites moi non
- 1969 : Viens l'oublier
- 1973 : Jean Vallée
- 1975 : Entre nous
- 1977 : Divine
- 1978 : L'amour ça fait chanter la vie (válogatáslemez)
- 1981 : Amoureux encore une fois
- 1989 : Fou d'amour
- 1993 : Ses plus belles chansons (válogatáslemez)
- 2001 : Airs de vie
- 2007 : Sur ma vie